# 豲戎
豲戎，古代部落國家，為春秋時代西戎八國之一，生活于今中華人民共和國甘肃省陇西东南渭水东岸。在春秋時，領土為秦國併吞，部份豲戎加入匈奴，成為匈奴祖先之一。

## 歷史
西周末年，諸戎乘周室衰落之際东迁，进入渭水上游。
在春秋時期，豲戎居住在秦國西北隴西邊境之外，臣服於秦國，為西戎八國之一。
前688年（秦武公十年），秦国曾经攻伐邽、冀之戎。秦穆公时，与其他诸戎臣服于秦。前384年，秦献公初立，兵临渭首，消滅翟戎與豲戎，此為豲戎首次滅國。
前361年（秦孝公元年），在秦孝公即位后，起用商鞅变法，国势强盛，不断对外扩张。西攻豲戎，杀豲王，豲再度亡國。其領土成為秦國郡縣，即漢朝的天水郡獂道縣。
司馬遷《史記》〈匈奴列傳〉將豲戎列為匈奴前身之一。據《三國志》裴松之注引《魏略》，推测豲戎為氐人先祖。《後漢書》將豲戎列為西羌先祖之一。

## 學術考證
中華民國學者王國維認為，豲戎等西戎為鬼方後裔，與玁狁、混夷等同族，皆為匈奴先祖。
中華人民共和國學者林澐指出，戎狄部落是由先秦華夏人群分裂出來的一支。
中華人民共和國學者黃烈、李紹明、冉光榮等主張豲戎為羌族。學者朱學淵主張，翟豲即隋、唐的昭武九姓，即粟特人。